# قایق نمایش
قایق نمایش (انگلیسی: Show Boat) یک فیلم عاشقانه آمریکایی به کارگردانی جیمز ویل است که در سال ۱۹۳۶ منتشر شد.

## بازیگران
- آیرین دان
- آلن جونز
- چارلز وینینجر
- پل روبسن
- هلن مورگن
- هلن وستلی
- کوئینی اسمیت
- سمی وایت
- دونالد کوک
- هتی مک‌دنیل
- مرلین نولدن
- آرتور هول
- چارلز میدلتون
- جی. فارل مک‌دانلد
- کلارنس میوس
- چارلز سی. ویلسون
- جی. گانیس دیویس
- ادی اندرسن
- تاینی سندفورد
- بروکس بندیکت
- هری واتسون
- بابز واتسون